# Trollball
 (mai 2013).
Si vous disposez d'ouvrages ou d'articles de référence ou si vous connaissez des sites web de qualité traitant du thème abordé ici, merci de compléter l'article en donnant les références utiles à sa vérifiabilité et en les liant à la section « Notes et références ».

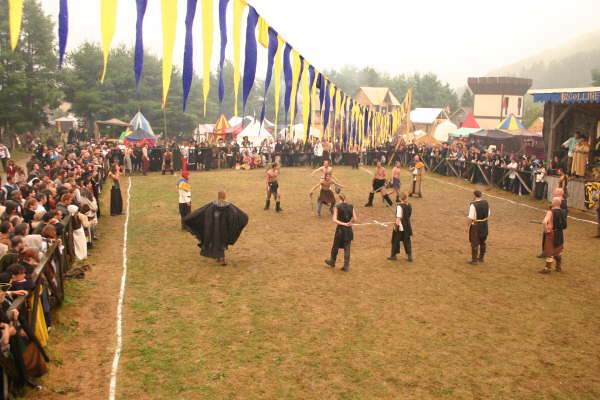
Lice de trollball au duché de Bicolline (Canada).

Le trollball est une discipline sportive et ludique pratiquée dans le milieu médiéval-fantastique du jeu de rôle grandeur nature,,. 
C’est une version grandeur nature du jeu de plateau Blood Bowl de Games Workshop paru en 1987, lui-même inspiré du jeu trollball décrit par Greg Stafford dans le supplément Troll Pak paru en 1982  pour le jeu de rôle Runequest.
Cette discipline est apparue pour la première fois en Angleterre, lors du summerfest de Lorien Trus, vers 1990.

## Principe
Un match oppose deux équipes.
Le but est de placer une tête de troll dans le puits défendu par l'équipe adverse, tout en se débarrassant de ses adversaires par une touche à l'aide d'une arme en mousse et latex. Trolleur, guérisseur, abatteur ou réserve, chaque joueur a une position bien définie au sein de son équipe.
La stratégie, une bonne cohésion de groupe et une solide base d’escrime sont des atouts majeurs pour réussir dans ce sport.

## Règles générales

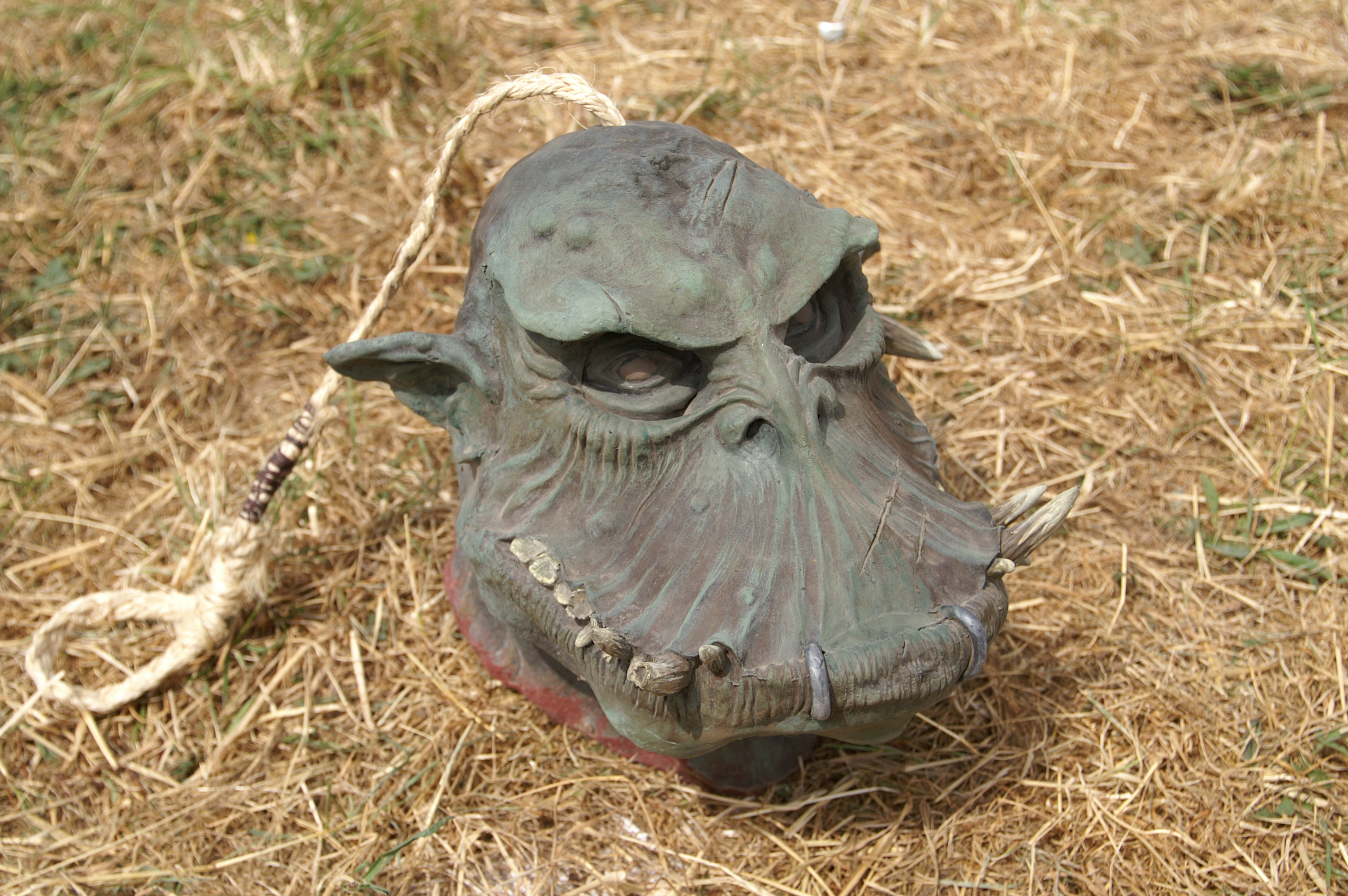
Tête de troll utilisée comme ballon lors d’une partie de trollball.

Il existe des règles internationales, unifiées pour le Canada et la Belgique.
De nombreuses variantes existent cependant. Certains points restent relativement unifiés, comme la longueur maximale des armes standard (110 cm), l'interdiction de tout contact physique et de porter un coup à la tête, le respect du fair-play, la retenue des coups... La surface de jeu habituellement rencontrée (27 m × 15 m) est une surface équivalente à un terrain de basket-ball.